# Fiorano al Serio
Fiorano al Serio är en ort och kommun i provinsen Bergamo i regionen Lombardiet i Italien. Kommunen hade 2 987 invånare (2018).